# 윤재혁
윤재혁(1976년 ~ )은 KBS 드라마본부의 프로듀서이다.

## 경력
- KBS 드라마 CP